# 털꼬리볼로쥐
털꼬리볼로쥐(Necromys lasiurus)는 비단털쥐과에 속하는 남아메리카 설치류이다. 아르헨티나와 볼리비아, 브라질, 파라과이에서 발견된다.

## 특징
털꼬리볼로쥐는 머리부터 몸까지 길이가 118~138mm, 꼬리 길이 66~96mm이다. 귀는 작고 둥글며, 듬성듬성 털로 덮여 있다. 털 색은 다양하지만, 등은 올리브 회색과 진한 갈색을 띠며 옆구리는 연한 황토색이고 하체는 희거나 연한 회색이다. 상체와 하체의 선 경계는 명확하지 않다. 꼬리의 윗면은 진하고 아랫면은 희미한 두 가지 색을 띠며, 짧고 상당히 촘촘한 털이 덮여 있고, 발 윗면은 강한 발톱을 가진 발가락 사이에 흰털과 함께 갈색을 띤다.

## 분포 및 서식지
털꼬리볼로쥐는 남아메리카 북부의 토착종이다. 브라질 동부와 중부 지역부터 서쪽으로 혼도니아주 그리고 파라과이 동부와 아르헨티나 북동부 지역에 걸쳐 분포한다. 다양하게 고립된 외딴 지역과 함께 정확한 분포 지역 한계는 잘 알려져 있지 않고, 파라과이강 서부 개체군은 파라과이볼로쥐(Necromys lenguarum)의 서식 범위와 겹친다. 전형적은 서식지는 초원과 경작지 가장자리, 이차림 삼림 지대 등이다.

## 생태
털꼬리볼로쥐는 주로 주행성 생활을 하며, 특히 건기에 해질녘과 밤에 일부 활동을 한다. 먹이는 일년 중 때에 따라 다양하지만 주로 씨앗과 초본 식물로 이루어져 있으며 작은 무척추동물을 먹기도 한다. 번식기는 주로 봄과 여름이고 평균 약 4마리의 새끼를 낳는다. 사람에게 질병을 일으키는 브라질 아라라쿠아라 변종을 포함한 특정 한타바이러스의 숙주가 되기도 한다.